# Соколов, Тарас Николаевич
Тара́с Никола́евич Соколо́в (1911 — 1979) — советский учёный, специалист в области автоматизированных систем управления. Главный конструктор ОКБ «Импульс» Министерства общего машиностроения СССР.

## Биография

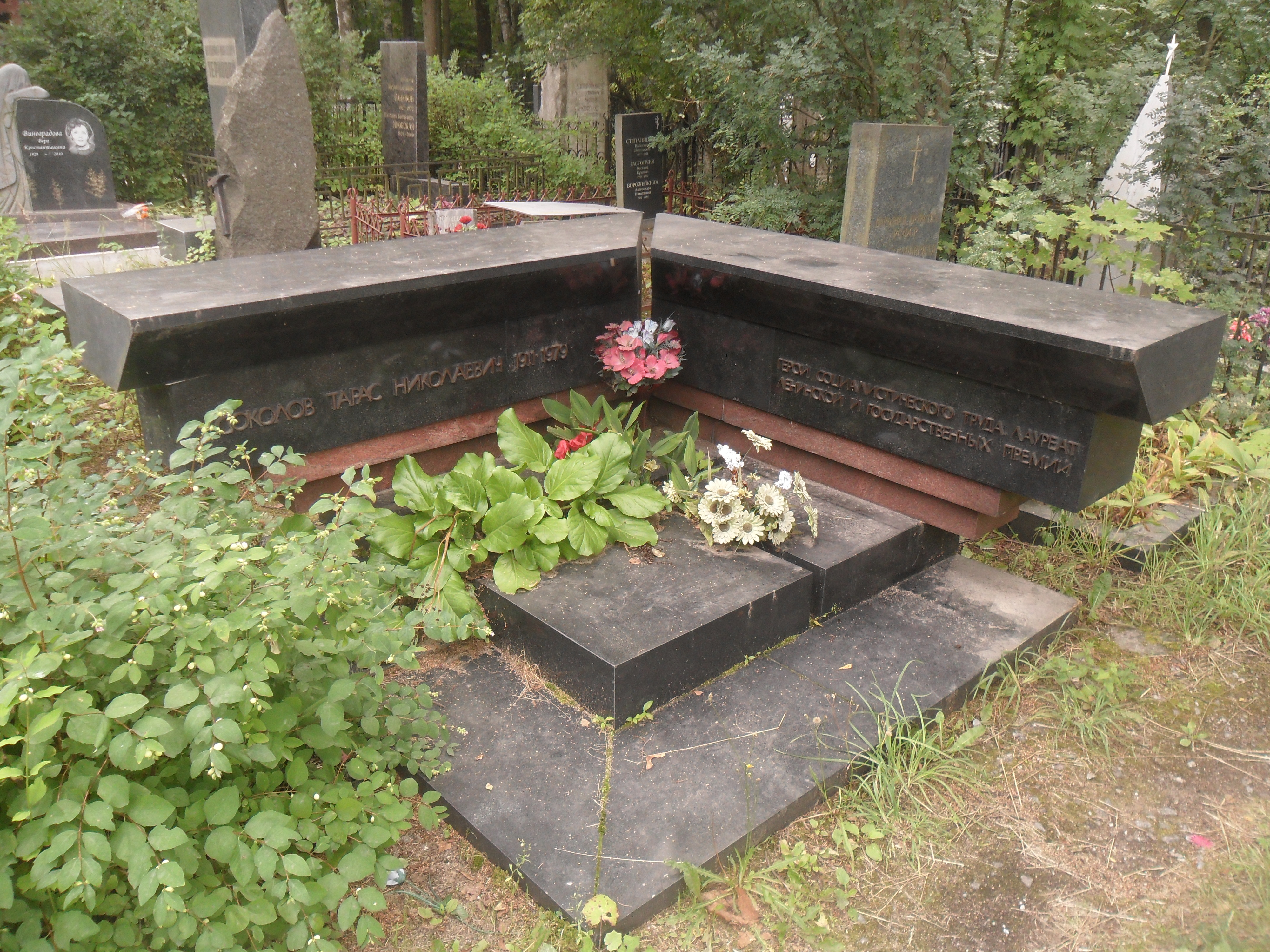
Могила Соколова на Богословском кладбище Санкт-Петербурга.

Родился 4 (17 апреля) 1911 года в Бугульте (ныне Грачёвский район (Ставропольский край)). Окончил ЛИИ (1935) и аспирантуру (1938). Защитил кандидатскую диссертацию на тему: «Электро-автоматическое копирование по шаблону и модели на металло-обрабатывающих станках», кандидат технических наук (1939). С начала Великой Отечественной войны служил в частях ВВС (1941—1946). В 1946—1952 годах работал в ЛПИ имени М. И. Калинина, руководил работами по созданию копировально-фрезерных станков. Защитил докторскую диссертацию на тему: «Опыт синтеза электромеханических следящих систем», доктор технических наук (1951). Профессор (1952). Заведующий кафедрой «Математические и счётно-решающие приборы и устройства» ЛПИ (1952—1975). Был проректором ЛПИ по научной работе.
Под руководством Т. Н. Соколова была создана система измерения траекторных параметров искусственных спутников Земли и пилотируемых аппаратов; разработана оригинальная элементная база, отличающаяся исключительной надёжностью (база послужила основой создания цифровых вычислительных машин «Кварц», «Темп» и др. для указанной системы).
Организатор, руководитель и главный конструктор Опытно-конструкторского бюро при ЛПИ (ОКБ «Импульс»), главный конструктор автоматизированной системы управления Ракетными войсками стратегического назначения (1961—1979). Руководил работами по созданию научной, технической, технологической, производственной, организационной базы и первого поколения основной автоматизированной системы боевого управления РВСН (1969). Под руководством Т. Н. Соколова были созданы первая (1971) и вторая (1979) очереди дублирующей АСБУ, обеспечившей надёжное управление в сложных условиях РВСН и другими видами Вооружённых Сил. Разработаны основы создания резервной АСБУ, обеспечивающей надёжное управление РВСН в экстремальных условиях.
Коллеги так оценивают роль Тараса Николаевича в развитии науки и техники:
Соколов Тарас Николаевич... Один из основных создателей систем управления. Внёс значительный вклад в работы в области исследования космического пространства, запуск первого ИСЗ (искусственного спутника Земли) и первого полёта человека в космос. Является родоначальником автоматизации процессов управления войсками и стратегическим оружием РВСН. Под его руководством и его непосредственным участием созданы и внедрены в войска высоконадежные АСУ и системы дистанционного управления оружием. Разработанные им технические решения и сегодня являются базовыми в части создания перспективных АСУ РВСН и СЯС (стратегических ядерных сил) в целом.
В руководимом Т. Н. Соколовым ОКБ были выполнены и работы народнохозяйственного назначения: разработана автоматизированная система контроля (АСК) баланса доменной печи Череповецкого металлургического завода, АСК и диспетчеризация главного конвейера Кировского завода, АСК и обработки медико-биологической информации о состоянии космонавтов и среды их обитания. ОКБ «Импульс» было награждено орденом Трудового Красного Знамени (1977).
Умер 15 августа 1979 года. Похоронен в Ленинграде на Богословском кладбище.

## Награды и премии
- Герой Социалистического Труда (1970);
- два ордена Ленина;
- орден Красной Звезды;
- Сталинская премия второй степени (1948) — за разработку конструкции и освоение в производстве отечественного электро-копировально-фрезерного автомата[2];
- Ленинская премия (1959) — за машину «Кварц»
- Государственная премия СССР (1976).
- медали

## Память
В 1982 году в Санкт-Петербурге на фасаде 2-го профессорского корпуса Технического университета (Политехническая улица, дом 29) была установлена мраморная мемориальная доска с надписью:

Здесь с 1950 года по 1979 год жил видный советский ученый в области автоматизированных систем управления, Герой Социалистического Труда, лауреат Ленинской и Государственных премий, профессор, доктор технических наук Тарас Николаевич Соколов. 1911—1979— Энциклопедия Санкт-Петербурга

## Научные труды
Основные работы
1. Электро-автоматическое копирование по шаблону и модели на металло-обрабатывающих станках: дис. … канд. техн. наук / Т. Н. Соколов; Ленинградский индустриальный институт, Электромеханический факультет. — Л., 1938.
2. Электро-копировально-фрезерный полуавтомат модель 6441А системы Т. Н. Соколова / Автоматическое копирование на металлорежущих станках / Т. Н. Соколов, И. А. Дружинский. — М., Л.: Машгиз, 1949. — 209 с.: ил.
3. Опыт синтеза электромеханических следящих систем: дис. … д-ра техн. наук / Т. Н. Соколов; Ленинградский политехнический институт им. М. И. Калинина, Электромеханический факультет. — Л., 1950. — IV, 343 с.: ил.
4. Т. Н. Соколов (и др.). — М., Л.: Машгиз, 1951. — 135 с.: ил. — (Работы, удостоенные Сталинской премии).
5. Автоматическое управление процессами копирования на металлорежущих станках. (Элементы копировальных станков) / Т. Н. Соколов, И. А. Дружинский. — М., Л.: Машгиз, 1954. — 328 с.
6. Самоорганизующиеся системы / пер. В. Г. Бородулиной, В. П. Евменова, Н. М. Французова; под ред. Т. Н. Соколова. — М.: Мир, 1964. — 434 с.: ил. — Доп. тит. л. на англ. яз.